# Lazarus (Name)
Lazarus ist ein männlicher Vorname und Familienname.

## Herkunft und Bedeutung
Beim Namen Lazarus handelt es sich um die latinisierte Schreibweise von Λάζαρος Lázaros, was wiederum eine verkürzte gräzisierte Variante des hebräischen Namens אֶלְעָזָר ʾælʿāsār darstellt.
Der vor mit dem biblischen Lazarus assoziierte Name setzt sich aus den Elementen אֵל ʾēl „Gott“ und עזר ʿsr „helfen“, „beistehen“, „unterstützen“ zusammen und bedeutet: „Gott hilft“, „Gott hat geholfen“.

## Varianten
- Bulgarisch: Лазар Lasar, Елеазар Eleasar
- Dänisch: Eleazar
- Deutsch: Eleasar
- Englisch: Eleazar
- Französisch: Lazare, Eléazar, Éléazar
- Griechisch: Έλεάζορος Eleázoros, Λάζαρος Lázaros
  - LXX: Ελεαζαρ Eleazar
  - NT: Λάζαρος Lázaros
- Hebräisch: אֶלְעָזָר ʾælʿāsār
  - Jiddisch: לייזער Lazer
- Italienisch: Lazzaro, Eleazar
  - Latein: Eleazar
- Kroatisch: Lazar
- Mazedonisch: Лазар Lasar
- Niederländisch: Eleazar
- Norwegisch: Lasarus
- Polnisch: Łazarz
- Portugiesisch: Lázaro, Eleazar
- Schwedisch: Lasaros, Eleasar, Elasar
- Slowakisch: Lazár
- Serbisch: Лазар Lasar
- Spanisch: Lázaro, Eleazar
- Rumänisch: Lazăr, Elazar
- Russisch: Лазарь Lasar, Элеазар Ėleasar
- Türkisch: Lazar, Elazar
- Tschechisch: Lazar, Eleazar
- Ukrainisch: Лазар Lasar
- Ungarisch: Lázár, Eleázár

## Namenstag
Der Namenstag von Lazarus wird nach Lazarus von Bethanien am 29. Juli gefeiert.

## Namensträger

### Biblische Namensträger
- Lazarus von Bethanien, Freund Jesu, den dieser von den Toten auferweckte
- der arme Lazarus, Gestalt in einem Gleichnis Jesu

### Vorname
Lazarus
- Lazarus (Bischof) (Anfang des 5. Jahrhunderts), Bischof in Aix-en-Provence
- Lazarus von Murom (1286–1391), orthodoxer Heiliger (Gedenktag 8. März)
- Lazarus I. Henckel von Donnersmarck (1551–1624), Großhändler, Bankier und Bergbauunternehmer
- Lazarus III. Henckel von Donnersmarck (1729–1805), freier Standesherr und Montanindustrieller
- Lazarus IV. Henckel von Donnersmarck (1835–1914), Rittergutsbesitzer und Mitglied des Deutschen Reichstags
- Lazarus Adler (1810–1886), Rabbiner und Schriftsteller
- Lazarus Bendavid (1762–1832), deutscher Mathematiker und Philosoph
- Lazarus und Joannes Baptista Colloredo (1617–nach 1646), bekannte Siamesische Zwillinge
- Lazarus Ercker (1528–1594), Münzmeister, Guardein und Autor
- Lazarus Fuchs (1833–1902), deutscher Mathematiker
- Lazarus Geiger (1829–1870), deutscher Sprachforscher
- Lazarus Goldschmidt (1871–1950), Orientalist und Gelehrter des Judentums
- Lazarus Mannheimer (1886–vermutlich 1942), Lehrer und Kantor jüdischen Glaubens
- Lazarus Nürnberger (1499–1564), deutscher Kaufmann
- Lazarus W. Powell (1812–1867), US-amerikanischer Politiker und Gouverneur von Kentucky
- Lazarus Secretarius (16. Jh.), ungarischer Kartograf
- Lazarus Spengler (1479–1534), Ratsherr und Förderer der Reformation in Nürnberg
- Lazarus von Schwendi (1522–1583), Diplomat, Staatsmann und kaiserlicher General
- Ludwig Lazarus Samenhof (1859–1917), Augenarzt und Begründer der Plansprache Esperanto, siehe Ludwik Lejzer Zamenhof

Lazaros
- Lazaros Christodoulopoulos (* 1986), griechischer Fußballspieler
- Lazaros Papadopoulos (* 1980), griechischer Basketballspieler
- Lazaros Voreadis (* 1969), griechischer Schiedsrichter

### Familienname
- Arnold A. Lazarus (1932–2013), US-amerikanischer Psychologe
- Celestine Lazarus (* 1992), nigerianischer Fußballspieler
- Charles Lazarus (1923–2018), US-amerikanischer Unternehmer
- Damian Lazarus, britischer Techno-Produzent und DJ
- Emma Lazarus (1849–1887), US-amerikanische Dichterin
- Erna Lazarus (1903–2006), US-amerikanische Drehbuchautorin
- Fred Lazarus (1884–1973), US-amerikanischer Unternehmer
- Friedl Lazarus (1947–2025), österreichischer Musiker
- Henry Lazarus (1815–1895), britischer Klarinettist
- Ingrid Lazarus (* 1939), deutsche Filmarchitektin und Szenenbildnerin
- Jacob Lazarus (1819–1882), deutscher Jurist und Politiker, MdHB
- Julia Lazarus (* 1971), deutsche Filmemacherin und Künstlerin
- Julius Lazarus (1847–1916), deutscher Mediziner
- Konstantinos Lazaros (1877–??), griechischer Tauzieher
- Laura Lazarus (* 1981), deutsche Politikerin
- Ludwig Lazarus (1900–1970), deutscher Journalist, Schriftsteller und Buchhändler
- Margaret Lazarus (* 1949), US-amerikanische Filmproduzentin und Regisseurin
- Maurice Lazarus (1915–2004), US-amerikanischer Unternehmer
- Max Lazarus (1892–1961), deutscher Maler
- Mell Lazarus (1927–2016), US-amerikanischer Comiczeichner
- Moritz Lazarus (1824–1903), deutscher Psychologe
- Nahida Ruth Lazarus (1849–1928), deutsche Schriftstellerin und Journalistin
- Oliver Lazarus (* 1987), südafrikanischer Springreiter
- Paul Lazarus (Mediziner) (1873–1957), deutscher Radiologe
- Paul Lazarus (Rabbiner) (1888–1951), deutscher Rabbiner
- Paul Lazarus III (* 1938), US-amerikanischer Filmproduzent, Autor und Hochschullehrer
- Reuben Noble-Lazarus (* 1993), englischer Fußballspieler
- Richard Lazarus (1922–2002), US-amerikanischer Psychologe
- Sam Lazarus, US-amerikanischer Schauspieler
- Sara Lazarus (* 1962), amerikanische Jazzsängerin
- Sophie Blum-Lazarus (1867–1944), deutsch-französische Landschafts- und Puppenmalerin
- Spyros Lazaros (1867–??), griechischer Tauzieher
- Ursula Lazarus (* 1942), deutsche Politikerin